# Несплячі в Сієтлі
«Несплячі в Сієтлі» (англ. Sleepless in Seattle) — американський фільм 1993 року.

## Сюжет
Сем тяжко переживає смерть коханої дружини Меґґі. Щоби змінити несприятливі обставини, він вирішує переїхати разом із сином Джоном із Чикаго до Сієтлу.
Проходить півтора року.
В Балтиморі, на іншому кінці Америки, напередодні Різдва журналістка газети «Сонце Балтимора» Енні Рід сповіщає рідним про свої заручини із Волтером, заступником редактора. Волтер серйозний, впевнений у собі чоловік, що складається лише з переваг, єдиний його недолік — це алергія практично на всі продукти, але завдячуючи цій обставині вони і познайомилися.
Повертаючись з вечірки у батьків, Енні вмикає в машині радіо і налаштовується на передачу, в якій телефонують слухачі і розповідають про свої різдвяні бажання. В ефірі лунає голос маленького хлопчика із Сієтла — на ім'я Джон, котрий хоче, щоби у його тата Сема з’явилася нова дружина. На прохання ведучої Сем підходить до телефону і розповідає про те, як сильно він кохав дружину, яка вона була надзвичайна, і як йому бракує її особливо зараз, перед Різдвом. Його сумна розповідь і проникливий голос розчулили Енні.
У цей день 2000 жінок подзвонили на радіо і попросили номер Сема. «Сонце Балтимора» доручає Енні написати замітку про це.
Сем починає отримувати пачки листів від жінок з усіх куточків Америки, але читати їх доводиться його синові, оскільки Сем не вірить в кохання через листува́ння. Він починає зустрічатися із колегою в односумстві — декоратором Вікторією.
Енні продовжує думати про Сема і також пише йому листа, в якому пропонує зустрітися в Нью-Йорку, на даху хмародера «Емпайр-Стейт-Білдінг» навза́ході сонця в День святого Валентина, наслідуючи героїв її улюбленого фільму «Незабутній роман» з Кері Грантом та Деборою Керр. Цитати із цієї культової картини багато разів зустрічаються у фільмі.
Джоні сподобався лист від Енні, але Сем і чути не хоче про зустріч у Нью-Йорку, він планує провести ці вихідні з Вікторією. Тоді Джона вирішує летіти один. Купити квиток на літак йому допомагає подружка Джессіка, мама якої працює продавчинею авіаквитків.
Щоби зібрати матеріал для своєї статті і зустрітись із Семом, Енні їде до Сієтлу, але так і не зважується на зустріч, коли бачить Сема із іншою жінкою. Вона повертається в Балтимор і приймає рішення покінчити зі своїм бо́рсанням, адже його причиною є звичайне переживання перед весіллям і досить частий перегляд фільму «Незабутній роман».
Але нарешті в День святого Валентина шляхи головних героїв перетнулися в Нью-Йорку.

## У ролях
- Том Генкс — Сем Болдвін, вдівець.
- Мег Раян — Енні Рід
- Білл Пуллман — Волтер
- Френсіс Конрой — Айрін Рід
- Росс Мелінгер — Джона Болдвін
- Гебі Гоффманн — Джессіка
- Розі О'Доннелл — Беккі
- Віктор Ґарбер — Ґреґ
- Ріта Вілсон — Сюзі
- Керолайн Аарон — доктор Марсія Філдстоун

## Саундтрек
- Jimmy Durante — «As Time Goes By» (2:28)
- Louis Armstrong — «A Kiss To Build A Dream On» (3:01)
- Нет Кінг Коул — «Stardust» (3:14)
- Доктор Джон, Rickie Lee Jones — «Makin` Whoopee» (4:08)
- Карлі Саймон — «In The Wee Small Hours Of The Morning» (3:16)
- Джин Отрі — «Back In The Saddle Again» (2:35)
- Джо Кокер — «Bye Bye Blackbird» (3:29)
- Harry Connick Jr. — «A Wink And A Smile» (2:47)
- Tammy Wynette — «Stand By Your Man» (2:41)
- Harry Warren, Harold Adamson And Leo McCarey — «An Affair To Remember» (2:31)
- Jimmy Durante — «Make Someone Happy» (1:52)
- Селін Діон And Clive Griffin — «When I Fall In Love» (4:20)

## Цікаві факти
- У ролі Сюзі (сестри Сема) знялась акторка Ріта Вілсон, яка в реальному житті є дружиною Тома Генкса.
- Сцена, в якій Том Генкс і Віктор Гарбер плачуть при спогадах про «Брудну дванадцятку»[en] (1967), є імпровізацією акторів.
- Роль Енні запропонували Джулії Робертс та Кім Бейсінгер.
- На головну чоловічу роль розглядалась кандидатура Денніса Квейда.
- У фільмі міститься багато посилань на фільм «Незабутній роман» (1957).
- Нора Ефрон, режисер фільму, також написала сценарій для картини Роба Рейнера «Коли Гаррі зустрів Саллі», де головну жіночу роль зіграла Меґ Раян.
- Паркер Поузі повинна була зіграти одну з ролей у фільмі.
- Джейсон Шварцман пробувався на роль Джона Болдвіна.
- Спочатку Гаррі Маршалл повинен був поставити фільм.
- Спільний екранний час Меґ Раян та Тома Генкса складають приблизно дві хвилини.
- Коли Енні (Меґ Раян), знаходячись на кухні, слухає нарізку із найкращих дзвінків, то голос «розчарованої в Денвері» належить Норі Ефрон, режисерові фільму.
- «Несплячі в Сієтлі» стали другою спільною роботою Тома Генкса і Меґ Раян. Усього на рахунку акторів знаходиться три спільних проєкти: «Джо проти Вулкана» (1990), «Несплячі в Сієтлі» (1993) та «Вам лист» (1998).